# A Hangover You Don’t Deserve
A Hangover You Don’t Deserve (с англ. — «Похмелье, которое вы не заслуживаете») — пятый студийный альбом американской рок-группы Bowling for Soup, который стал их третьим альбомом на крупном лейбле. Он выпущен 14 сентября 2004 года на Jive Records, FFROE и Zomba Group. Первый сингл, «1985», быстро вошел в Топ-40, заняв 5-е место в чарте Billboard Adult Top 40.
Альбом получил золотую сертификацию в США и положительные отзывы критиков.

## История
Название альбома придумал ведущий гитарист Крис Берни, который также послужил вдохновением для названия предыдущего альбома группы, Drunk Enough to Dance.

## Отзывы
| Оценки критиков      | Оценки критиков |
| Источник             | Оценка          |
| -------------------- | --------------- |
| AllMusic             | [ 2 ]           |
| Entertainment Weekly | C+              |
| Melodic              | [ 5 ]           |

Альбом получил положительные отзывы критиков.
Джонни Лофтус, написавший рецензию для AllMusic, похвалил запоминаемость первых трёх треков и авторство Джарета Реддика в таких песнях, как «Ohio (Come Back to Texas)», но критиковал альбом за типичное поп-панк производство («такие вещи, как фортепианные брейки, сжатый вокал и степные фермерские гитары для хора»), из-за которого группа звучит слишком близко к похожим группам вроде Goldfinger и Lit, сказав, что «большую часть времени очень трудно услышать Bowling for Soup рядом с радио и видео блеском Hangover». Автор Entertainment Weekly Брайан Хайатт считает, что таких треков, как «1985», недостаточно для целого альбома, говоря, что «подобно низкопробной версии группы Fountains of Wayne, техасский квартет пытается писать глупые/умные тексты, чтобы дополнить свои высокоуглеводные поп-мелодии. Но слишком много юмора (рифмуя „Мисс Техас“ с „большими грудями“?) функционирует на уровне Jackass: The Band».

## Список композиций
| №                   | Название                    | Автор(ы)                         | Длительность |
| ------------------- | --------------------------- | -------------------------------- | ------------ |
| 1.                  | «Almost»                    | Jaret Reddick, Бутч Уокер        | 3:27         |
| 2.                  | «Trucker Hat»               | Reddick, Walker                  | 3:01         |
| 3.                  | «1985»                      | Reddick, Mitch Allan, John Allen | 3:13         |
| 4.                  | «Get Happy»                 | Reddick, Zac Maloy               | 2:57         |
| 5.                  | «Ohio (Come Back to Texas)» | Reddick, Maloy, Ted Bruner       | 3:51         |
| 6.                  | «Ridiculous»                | Reddick, Casey Diiorio           | 3:58         |
| 7.                  | «Shut-Up and Smile»         | Reddick, Maloy                   | 4:03         |
| 8.                  | «Last Call Casualty»        | Reddick, Walker                  | 3:32         |
| 9.                  | «Next Ex-Girlfriend»        | Reddick, Jeff Coplan             | 3:26         |
| 10.                 | «A-Hole»                    | Reddick, Miles Zuniga            | 3:57         |
| 11.                 | «My Hometown»               | Reddick                          | 3:02         |
| 12.                 | «Smoothie King»             | Reddick, Maloy                   | 4:02         |
| 13.                 | «Sad Sad Situation»         | Reddick, Zuniga, Tony Scalzo     | 2:26         |
| 14.                 | «Really Might Be Gone»      | Reddick                          | 3:43         |
| 15.                 | «Down for the Count»        | Reddick                          | 3:37         |
| 16.                 | «Two-Seater»                | Reddick, Maloy                   | 3:55         |
| 17.                 | «Friends O' Mine»           | Reddick, Zuniga, Scalzo          | 2:18         |
| 18.                 | «Ohio» (Reprise)            | Reddick, Maloy, Bruner           | 7:17         |
| 19.                 | «Belgium» (Boy Band Remix)  | Reddick                          | 5:15         |
| Общая длительность: | Общая длительность:         | Общая длительность:              | 58:23        |

## Чарты
| Чарт (2004)                       | Высшая позиция |
| --------------------------------- | -------------- |
| Шотландия (Scottish Albums Chart) | 65             |
| Великобритания (UK Albums Chart)  | 64             |
| США (Billboard 200)               | 37             |

| Чарт (2005)       | Позиция |
| ----------------- | ------- |
| США Billboard 200 | 185     |

## Сертификации
| Регион | Сертификация | Продажи  |
| --- | ------------ | -------- |
| Великобритания (BPI) | Серебряный   | 60 000   |
| США (RIAA) | Золотой      | 500 000^ |
| ^ Данные о тиражах приведены только на основе сертификации. · Данные о продажах + прослушиваниях приведены только на основе сертификации. |              |          |